# Phoradendron macrarthrum
Phoradendron macrarthrum är en sandelträdsväxtart som beskrevs av August Wilhelm Eichler. Phoradendron macrarthrum ingår i släktet Phoradendron och familjen sandelträdsväxter. Inga underarter finns listade i Catalogue of Life.